# Betka River
Betka River är ett vattendrag i Australien. Det ligger i delstaten Victoria, omkring 420 kilometer öster om delstatshuvudstaden Melbourne.
Genomsnittlig årsnederbörd är 1 214 millimeter. Den regnigaste månaden är juni, med i genomsnitt 236 mm nederbörd, och den torraste är juli, med 42 mm nederbörd.